# Tira (Teksas)
Tira je gradić u američkoj saveznoj državi Teksas. Prema popisu stanovništva iz 2010. u njemu je živjelo 297 stanovnika.